# Franco malgascio

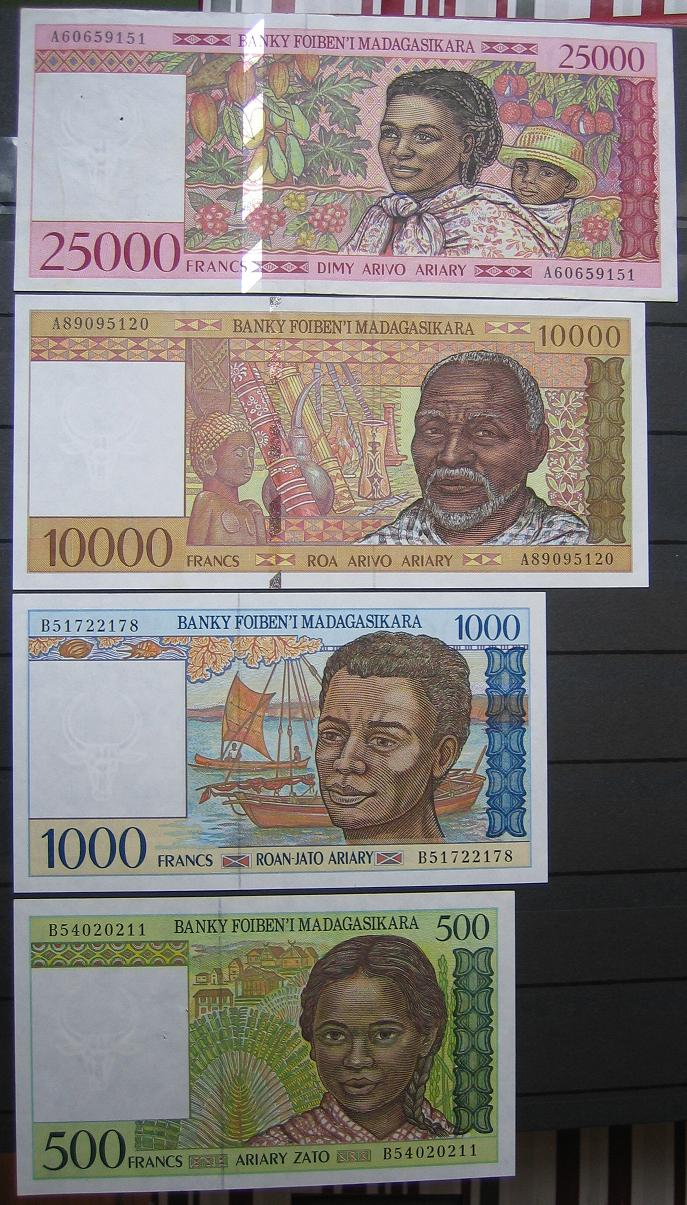
Le ultime banconote del franco malgascio

Il franco malgascio (in francese: franc malgache, codice ISO 4217: MGF) è stato la valuta del Madagascar fino al 1º gennaio 2005. Era suddiviso in 100 centesimi (centimes).

## Storia
I primi franchi circolati in Madagascar erano francesi. A questi si aggiunsero durante la prima guerra mondiale delle emissioni d'emergenza, che includevano anche francobolli fissati a pezzi di carta in tagli che andavano dai 5 centime ai 2 franchi.
Il franco malgascio è stato introdotto il 1º luglio 1925 da parte del governo francese per l'uso nella colonia. La valuta fu emessa dalla Banque de Madagascar governativa ed era agganciata alla pari con il franco francese. Furono emesse solo banconote, mentre continuarono a circolare le monete francesi. Quando le Comore divennero un territorio francese separato, il nome della banca emittente fu cambiato in Banque de Madagascar et des Comores. Il franco CFA del Madagascar e delle Comore sostituì il franco malgascio il 26 dicembre 1945, con la creazione degli altri franchi CFA. Il valore del franco CFA è stato pari a 1,7 franchi francesi fino al 1948 quando una svalutazione della valuta francese fece aumentare il rapporto a 2 franchi francesi per un franco CFA. Con l'introduzione del nuovo franco francese nel 1960, il rapporto divenne di 0,02 nuovi franchi francesi per un franco CFA.
Dopo l'indipendenza dalla Francia, la prerogativa di emettere carta moneta fu trasferita all'Institut d'Émission Malgache il 31 dicembre 1961. Il franco CFA fu sostituito dal franco malgascio il 1º luglio 1963. Era agganciato al franco francese con valore pari a quello del franco CFA (1 FRF = 50 MGF), garantito dal Tesoro francese. Le banconote erano denominate sia in franchi, sia in ariary, con 5 franchi = 1 ariary. Il Madagascar abbandonò la zona del franco CFA nel 1972 e il franco malgascio fu dichiarato inconvertibile. Le banconote furono emesse dall'Institut d'Émission Malgache fino al 1974 quando la Banque Centrale de Madagascar (Banca Centrale del Madagascar) subentrò in tale funzione.
La valuta rimase agganciata al franco francese fino al 1982, quando ebbe inizio una serie di svalutazioni. Alla fine, il franco fu lasciato variare liberamente nel maggio 1994. Il 1º giugno 1995 il tasso di cambio crollò a 1 FRF = 777 MGF. Il 1º gennaio 2005 fu sostituito dall'ariary al cambio di 5 franchi per un ariary. Allora il tasso di cambio era di 1 FRF = 1 758 MGF (con il valore del franco francese convertito dall'euro).

## Monete
Le prime monete malgasce furono emesse nel 1943 dal movimento France libre. C'erano monete di bronzo da 50 centime e 1 franco che riportavano il simbolo della croce di Lorena. Nel 1948 furono introdotte monete in alluminio da 1 e 2 franchi, seguite dal taglio in alluminio da 5 franchi e da quelli in bronzo da 10 e 20 franchi nel 1953.
Dal 1965 le monete furono emesse con la denominazione sia in franchi, sia in ariary.

## Banconote
In seguito alle emissioni di emergenza tra il 1914 e il 1917 relative alla disponibilità di banconote da 5, 10 e 20 franchi, furono introdotte nel 1925 banconote malgasce distinte, con tagli da 5, 10, 20, 50, 100 e 1 000 franchi. I tre tagli di valore inferiore furono sostituiti da monete negli anni quaranta e cinquanta, con l'introduzione delle banconote da 5 000 franchi nel 1950.
Dal 1961 le banconote furono emesse con la denominazione sia in franchi, sia in ariary. In seguito al passaggio della Francia all'euro, il Madagascar decise che era tempo di eliminare gradualmente il franco. Sebbene ancora con doppia denominazione, sulle banconote emesse dal 31 luglio 2003, il valore in ariary è stato enfatizzato con caratteri più grandi e posizione predominante. A partire dal 2007, le nuove banconote non contengono più alcun riferimento al franco come valuta, e sono invece unicamente denominate in ariary, che ha sostituito il franco come valuta ufficiale del Madagascar il 1º gennaio 2005 al cambio di 5 franchi per un ariary.